# リンクス (曲)
「リンクス」は、三澤紗千香の楽曲。千葉"naotyu-"直樹により制作された。三澤の2枚目のシングルとして2013年8月21日にワーナー・ホーム・ビデオから発売された。

## 概要
三澤のシングルとしては前作「ユナイト」から約1年ぶりのリリースとなる。
本曲は、テレビアニメ『とある科学の超電磁砲S』の後期エンディングテーマに起用された勢いのある爽やかな曲。ジャケットタイトルは、「LINKS」と英語表記になっている。タイトルは、英語で「絆」を意味する「リンク」と『超電磁砲S』の「S」を掛け合わせて付けられたが、三澤によれば「S」は紗千香にリンクするとも捉えられるため『アクセル・ワールド』の「バーストリンク」を始めとした三澤が今まで関わった作品やキャストおよびスタッフとも繋がりの深い作品になっているという。制作の際は自身も楽曲選曲会議に参加したが、当初は楽曲選びのための会議であることは知らされていないため不安だった。しかし議題が楽曲選びであることが判明してからはほっとしていたという。レコーディングではBメロやサビ付近が難しかったという。
シングルは初回限定盤（1000411977）・通常盤（1000411979）・初回限定アニメ盤（1000411978）の3種リリースで、初回限定盤には本曲のPVを収録したDVDが同梱されている。
初回限定盤と通常盤の2曲目「インフィニア」は、「自分らしさ」をテーマとした曲で、諦めながらも一歩前進する内容になっている。なおカップリングに盛り込まれている「闇」というフレーズは初回限定盤・通常盤、アニメ盤の両方に存在するため、三澤は自分のネガティブな気持ちを歌詞に取り入れたのではないかと推察している。
アニメ盤の2曲目「Relievers」は、大人っぽさをアピールしたキリッとした曲で、今までの三澤の楽曲に比べ全体的にキーが低く、歌詞にも大人になった三澤が誰かを導く気持ちを表した「愛しい人」が盛り込まれるなど、三澤の今までのイメージとはかけ離れたものに仕上がっている。そのためレコーディングではいつも以上に雰囲気を掴み辛かったという。
PVは黄色い服の「普段の三澤」が白い服の「アーティストとしての三澤」を市街地や森などを経て最後にはリンクする内容になっており、ディスクジャケットも初回限定盤、通常盤、アニメ盤でそれぞれ「普段の三澤」、「アーティストとしての三澤」、『超電磁砲』の登場人物の写真や絵柄が使用されている。なおアニメ盤は『超電磁砲S』と三澤本人の面の差し替え仕様となっている。

## 収録曲

### 初回限定盤・通常盤
| #         | タイトル                                                                  | 作詞              | 作曲              | 編曲              | 時間  |
| --------- | ------------------------------------------------------------------------- | ----------------- | ----------------- | ----------------- | ----- |
| 1.        | 「リンクス」(テレビアニメ『とある科学の超電磁砲S』後期エンディングテーマ) | 千葉"naotyu-"直樹 | 千葉"naotyu-"直樹 | 千葉"naotyu-"直樹 | 5:10  |
| 2.        | 「インフィニア」(テレビアニメ『とある科学の超電磁砲S』第23話挿入歌)       | Ceui              | 小高光太郎、Ceui  | 小高光太郎        | 4:02  |
| 3.        | 「リンクス（Instrumental）」                                              |                   |                   |                   | 5:10  |
| 4.        | 「インフィニア（Instrumental）」                                          |                   |                   |                   | 4:00  |
| 合計時間: | 合計時間:                                                                 | 合計時間:         | 合計時間:         | 合計時間:         | 18:23 |

| #  | タイトル                       | 作詞 | 作曲・編曲 |
| -- | ------------------------------ | ---- | ---------- |
| 1. | 「リンクス（MUSIC Video）」    |      |            |
| 2. | 「リンクス（MV Making film）」 |      |            |
| 3. | 「リンクス（TV-SPOT）」        |      |            |

### アニメ盤
| #         | タイトル                                                                  | 作詞              | 作曲              | 編曲              | 時間  |
| --------- | ------------------------------------------------------------------------- | ----------------- | ----------------- | ----------------- | ----- |
| 1.        | 「リンクス」(テレビアニメ『とある科学の超電磁砲S』後期エンディングテーマ) | 千葉"naotyu-"直樹 | 千葉"naotyu-"直樹 | 千葉"naotyu-"直樹 | 5:11  |
| 2.        | 「Relievers」                                                             | 佐藤俊輔          | samfree           | samfree           | 4:02  |
| 3.        | 「リンクス（TV-size）」                                                   |                   |                   |                   | 1:52  |
| 4.        | 「リンクス（Instrumental）」                                              |                   |                   |                   | 5:11  |
| 5.        | 「Relievers（Instrumental）」                                             |                   |                   |                   | 3:59  |
| 合計時間: | 合計時間:                                                                 | 合計時間:         | 合計時間:         | 合計時間:         | 20:16 |

| #  | タイトル                                        | 作詞 | 作曲・編曲 |
| -- | ----------------------------------------------- | ---- | ---------- |
| 1. | 「テレビアニメ『とある科学の超電磁砲S』（PV）」 |      |            |